# 山川敦子
山川 敦子（やまかわ あつこ、1980年4月17日 - ）は、日本の女性モデルである。愛知県出身。

## 来歴
2002年にフェイスネットワークに所属し、翌年ARTA GALSのメンバーとしてレースクイーンデビュー。2004年、オートサロンのイメージガール「A-class」に選ばれる。2008年、プラチカに移籍。後に同事務所を退所。

## 主な活動

### レースクイーン
- 2003年、AUTOBACS「ARTA GALS」
- 2004年、TOYOTA TEAM TOM'S DYNACITYレースクイーン
- 2004年、鈴鹿8時間耐久ロードレース仮面ライダーブレイドHONDAレースクイーン[2]
- 2006年、鈴鹿8時間耐久ロードレース仮面ライダーカブトHONDADREAM　Racing　Teamレースクイーン

### イメージガール
- 2004年：オートサロンイメージガール「A-class」（他のメンバーは、横須賀まりこ、丹野友美、大石里沙）[3]
- 2008年：「ミスDFS沖縄」準グランプリ

### イベント
- 2005年：東京オートサロンavexキャンペーンガール
- 2006年：東京オートサロン KEN STYLEブース

### テレビ
- 『ぷっ』すま 2008年6月24日放送 「夏のココ1当てまSHOW」 ※水着モデルとして出演

### CM
- チューリッヒ
- JRA
- テンプスタッフ
- アサヒフード&ヘルスケア「MINTIA」
- 朝日生命

### 広告
- クラタセブン[4][5]
- メガロス（2010年）

### 雑誌
- u-side（ファッションマガジン）